# Gahnia vitiensis
Gahnia vitiensis är en halvgräsart som beskrevs av Alfred Barton Rendle. Gahnia vitiensis ingår i släktet Gahnia och familjen halvgräs.

## Underarter
Arten delas in i följande underarter:
- G. v. kauaiensis
- G. v. vitiensis